# Mont Katsuma
Le mont Katsuma (勝澗山, Katsuma yama) est un volcan culminant à 427 m d'altitude sur l'île Okushiri à Okushiri en Hokkaidō au Japon. Le volcan est essentiellement composé de rhyolite.